# Diocesi di Mỹ Tho
La diocesi di Mỹ Tho (in latino Dioecesis Mythoënsis) è una sede della Chiesa cattolica in Vietnam suffraganea dell'arcidiocesi di Hô Chí Minh. Nel 2021 contava 138.102 battezzati su  4.540.157 abitanti. È retta dal vescovo Pierre Nguyễn Văn Khảm.

## Territorio
La diocesi, che si estende nel delta del Mekong, comprende per intero la provincia di Tien Giang e in parte quelle di Dong Thap e di Long An.
Sede vescovile è la città di Mỹ Tho, dove si trova la cattedrale dell'Immacolata Concezione.
Il territorio si estende su 9.589 km² ed è suddiviso in 113 parrocchie.

## Storia
La diocesi è stata eretta il 24 novembre 1960 con la bolla Quod venerabiles di papa Giovanni XXIII, ricavandone il territorio dal vicariato apostolico di Saigon (oggi arcidiocesi di Hô Chí Minh).

## Cronotassi dei vescovi
Si omettono i periodi di sede vacante non superiori ai 2 anni o non storicamente accertati.
- Joseph Trần Văn Thiện † (24 novembre 1960 - 24 febbraio 1989 deceduto)
- André Nguyễn Văn Nam † (24 febbraio 1989 succeduto - 26 marzo 1999 ritirato)
- Paul Bùi Văn Đọc † (26 marzo 1999 - 28 settembre 2013 nominato arcivescovo coadiutore di Hô Chí Minh)[1]
- Pierre Nguyễn Văn Khảm, dal 26 luglio 2014

## Statistiche
La diocesi nel 2021 su una popolazione di 4.540.157 persone contava 138.102 battezzati, corrispondenti al 3,0% del totale.
| anno | popolazione | popolazione | popolazione | presbiteri | presbiteri | presbiteri | presbiteri                | diaconi | religiosi | religiosi | parrocchie |
| anno | battezzati  | totale      | %           | numero     | secolari   | regolari   | battezzati per presbitero | diaconi | uomini    | donne     | parrocchie |
| ---- | ----------- | ----------- | ----------- | ---------- | ---------- | ---------- | ------------------------- | ------- | --------- | --------- | ---------- |
| 1970 | 56.900      | 1.437.000   | 4,0         | 62         | 62         |            | 917                       |         |           | 83        |            |
| 1974 | 86.000      | 1.567.320   | 5,5         | 53         | 52         | 1          | 1.622                     |         | 1         | 186       | 3          |
| 2000 | 102.095     | 4.602.095   | 2,2         | 79         | 79         |            | 1.292                     |         |           | 161       | 100        |
| 2001 | 103.599     | 3.901.140   | 2,7         | 75         | 75         |            | 1.381                     |         |           | 151       | 103        |
| 2002 | 107.660     | 4.230.000   | 2,5         | 77         | 77         |            | 1.398                     |         |           | 150       | 63         |
| 2003 | 108.574     | 4.033.309   | 2,7         | 84         | 84         |            | 1.292                     |         |           | 211       | 63         |
| 2004 | 111.454     | 4.278.000   | 2,6         | 82         | 82         |            | 1.359                     |         |           | 218       | 63         |
| 2013 | 126.560     | 5.280.320   | 2,4         | 125        | 121        | 4          | 1.012                     |         | 8         | 274       | 110        |
| 2016 | 136.866     | 4.241.000   | 3,2         | 134        | 131        | 3          | 1.021                     |         | 5         | 198       | 106        |
| 2019 | 138.065     | 4.250.090   | 3,2         | 144        | 140        | 4          | 958                       |         | 4         | 230       | 111        |
| 2021 | 138.102     | 4.540.157   | 3,0         | 148        | 144        | 4          | 933                       |         | 4         | 256       | 113        |